# 古巴教育
古巴教育維持在高水平質素，該國設有多間歷史悠久的高等學府和大學，包括於1727年成立的哈瓦那大學。卡斯特羅政府在1959年古巴革命後，將所有教育機構移交國家營運，教育系統完全由政府運作，並加入有關意識形態方面的內容，憲法也列明以馬克思主義思想制訂教育和文化政策。
古巴一直高度重視教育，聯合國教科文組織數據顯示該國的教育花費佔中央財政預算的10%，遠高於英國4%和美國2%。

## 概觀
- 不論收入或生活地方，各級教育均是免費的。[2]
- 學校的膳食和制服都是免費的。[2]
- 嚴格執行小學每班最多25名學生，很多班級實際只有20名學生。2010年，該國中學努力嘗試把每班縮減至15名學生。[2]
- 不少學校從上午6時半起開放12小時，為沒有大家庭的在職父母提供免費早上和課後托管。[2]
- 在無法上學的孩子家中派駐流動教師。[2]
- 全國15萬名教師超過一半擁有至少5年的高等教育，可比半個碩士學位。[2]
- 全國醫科學校從1959年的3間增至目前23間。[2]

## 歷史
1898年西班牙結束古巴殖民地統治，識字率為36.1%。到20世紀初，古巴已發展強穩的教育體制，但只有一半孩子接受教育。最貧窮的兒童無法入學，導致鄉村識字率低於城市。1959年前，在所有15歲以上的國民之中，22%是文盲、60%是半文盲，許多農村人民只有三年級或以下的學歷.。古巴革命後，新政府將重建教育系統列為當務之急，為教育制度制定五個主要目標作為框架，向所有兒童提供義務小學教育，使貧困孩子獲得有機會接受免費教育。
在重新組織和開放學校後，新政府集中對付嚴重的文盲問題。1959年4月全國設有817個掃盲中心，青少年和其他志願者被派到農村教導同胞如何閱讀。掃盲運動的目的，除了教育每個古巴人，指導他們識字外，還給城市人有機會體驗農村生活。新政府短時間大力改革教育系統，2000年15至24歲古巴人的識字率高達97%。對於貧窮且沒有受過教育的古巴人，識字提升他們在國內乃至世界的地位。教育對新政府至關重要，該國領導人認為人民必須接受教育，方能積極參與社會事務，使國家變強。
1961年，私立大學連同私立學校被無償國有化。

### 女性參與
1959年革命為古巴帶來各種改變，尤其是婦女。許多婦女在革命前是家庭主婦，女性工作只有極少數的選擇，農村婦女從事農業、城市婦女只能作為女僕或妓女。古巴婦女聯合會成立於1960年8月，旨在參與所有婦女事務。在被排除參與多年後，古巴婦女開始在政府中發揮積極的作用。婦女聯合會推動婦女參與社會、政治、經濟和文化問題.，這需要設立為婦女提供多種服務的學校和計劃。 
古巴政府推行全国扫盲运动，以提高古巴的識字率，也開始城市和鄉村之間的交流。學生和志願者到農村教導居民閱讀，同時提供當前古巴政治的信息。農村婦女可選擇接受教育和就業培訓，幫助她們從事農業以外的工作。新政府在1961年將賣淫列為非法後，推行計劃向從事賣淫的城市婦女再次教育，也為女傭提供免費托兒所和住房以便進行教育和就業培訓，讓婦女有充分機會重建生活，醫療保健也針對過往工作上被壓迫的婦女心理健康狀況。新政府認為即使在服務業工作，所有婦女應該擁有尊嚴，教導她們重建自信心和自豪感的技巧。古巴婦女因革命帶來的巨變而轉趨非常活躍，這正是許多人對革命抱有的希望。

## 政策成效
1995年，古巴識字率是96%，在13個接受調查的拉丁美洲國家排名第二，僅次於阿根廷。
1998年聯合國教科文組織的研究報告中，三、四年級生在基本語言和數學能力的測試中取得350分，較地區平均水平高100分，報告指出該國學生擁有高教育水平，成績下游學生更勝其他參與研究的中美洲和南美洲國家的上游學生。該項研究意義尤其重大，這是首次所有參與研究的國家在進行研究前同意指標和程序，而研究更是在美國實施貿易禁運、古巴經濟最低迷的時期進行。古巴作為該地區最貧窮的國家之一，缺乏基本資源，卻能在拉丁美洲小學教育的標準測試中居首。
古巴的經濟相對貧窮，對外貿易長期遭受封鎖，這使其教育成就更顯昭著。過去40年來，古巴政府一直把教育視為首要任務，相關公共支出一直保持在國民生產總值（GNP）的10%，是相鄰國家的兩倍。
古巴重視教育，學生與教師的比例維持在12比1，只有拉丁美洲地區平均的一半。此外，古巴的青年文盲率接近於零，這個數字是其他所有拉丁美洲國家無法媲美。該國學校與社區緊密結合，教師活躍於學生所在的社區，與家長和家庭建立牢固關係，加強學習過程，也證明政府對教育方面的承擔。古巴教育的成功不是奇蹟或偶然，而是政府及國民多年共同努力和承擔的結果，關鍵因素之一是讓所有學生有均等機會接受優質教育。

## 小學和中學教育
不論年齡或性別，所有6歲至15或16歲的適齡兒童必須接受義務教育，學生的校服顏色表示不同年級。小學教育為期六年，中學教育分為基本教育和大學預科教育。小學和中學的課程以刻苦、自律和愛國為原則，小學課程包括舞蹈、園藝、健康、衛生和古巴革命歷史。完成基本中學教育後，學生可選擇大學預科教育或技術和專業教育，完成大學預科教育被授予一般高中學歷（Bachillerato）而完成技術培訓則可獲取技術工人和中層技術人員兩個資格級別，成功完成這個流程可進入理工學院。

## 高等教育
高等教育由大學、高等教育機構、高等師範院校、高等教育中心和高等職業院校提供，該國47所大學合共收生約112,000名。所有高等教育機構均是公立，始建於1728年的哈瓦那大學是該國最古老的大學。

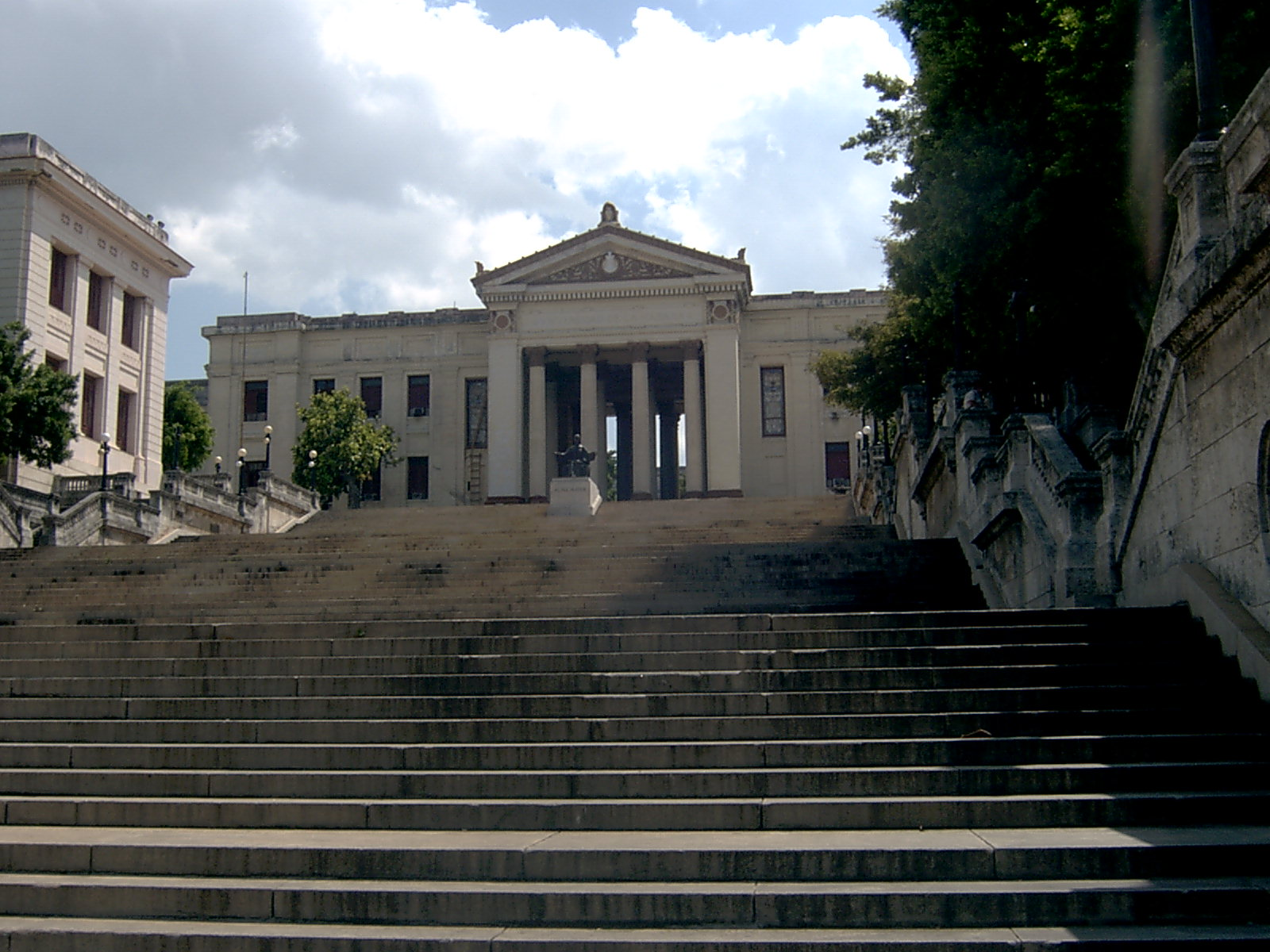
哈瓦那大學

遍布全國各地的15間遠程教育中心，為上班族開辦固定的下午和黃昏課程，為約20,000名學生提供法律、歷史、科學和技術信息、會計、財經和經濟5種學位，其中哈瓦那大學佔約一半，這些課程以夜校或函授課程（週末）形式授課，修讀年期一般為六年。遠程教育也有免費課程，開放給所有中學或高等教育畢業生。
要進入大學，學生必須通過入學試以證明擁有所需的基本知識。遠程教育的申請者必須完成高中學業、有至少一年的工作經驗、年齡介乎25和35歲，並通過入學考試。申請大學專科教育的一般要求是：
- 出示完成較低層次的教育證明。
- 男性出示完成義務兵役（國家法律75/1994）的證據或相關文件（因健康、家庭等原因而獲豁免）。
- 順利通過高等教育入學考試，科目有數學、西班牙語及文學和歷史。[19]

高等教育部負責本科和研究生教育的政策，管理教學方法、課程、分配學額，以及其他部門轄下高等教育中心的專業化課程，所有高等教育機構有同等地位。1979年，古巴高等教育部推出遠程

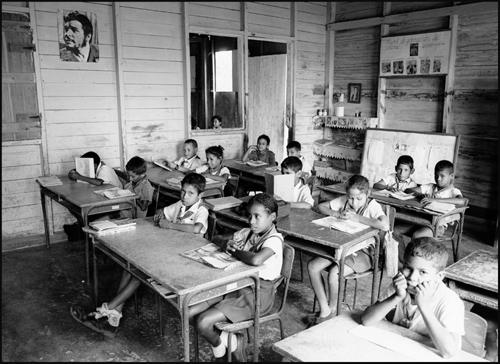
古巴學童

### 教師教育
教師需要修讀為期四年的課程，獲得小學教育證書或其他學位，才能任教學前教育和小學，這些課程入學條件基於一般高中學歷（Bachillerato），而高等教育的學生可修讀任教學科的專門升級課程以及教師培課程。許多教師是生產領域的專業人士，經過特別挑選的研究生學生可同時修讀專科本身和得到初步的師資培訓，此情況在過去十年中非常普遍。

## 外國學生
外國學生必須持有護照、取得簽證，並接受強制的西班牙語課程，準備設施提供的課程以西班牙語授課。在2000-01學年期間，古巴允許905名美國學生參觀學習。自1999年開始，當局實行計劃吸引外國學生到該國習醫，主要對象是美國、英國、拉丁美洲、加勒比海和非洲國家較貧窮的學生，目前有3,432名來自23個國家的醫學生在哈瓦那學習。
此外，古巴推出計劃提供國家資助教育外國公民，例如在拉丁美洲醫學院（Latin American School of Medicine）進行醫生訓練的美國學生可獲發包括住宿的全額獎學金，畢業生將返回美國提供低成本的醫療保健。（页面存档备份，存于）（页面存档备份，存于）

## 教育合作
2006年，委內瑞拉和古巴開始合辦在玻利維亞的教育計劃 。古巴在教育上也與英國和歐盟其他國家保持著密切的合作，威爾斯聯合政府教育部長、斯旺西大學和格拉摩根大學的代表在2002年訪問古巴，設立英國和古巴官員聯絡教育項目的規定。在美國，杜蘭大學的古巴及加勒比海研究所（Cuban and Caribbean Studies Institute）與古巴類似組織發展關係，促進學術合作與交流、課程開發、文化交流和國際發展和對話。

## 外部連結
1. ↑  .   [2013-04-14]. （原始内容存档于2017-11-04）.
2. 1 2 3 4 5 6 7 8 9  Latin lessons: What can we Learn from the World’s most Ambitious Literacy Campaign? （页面存档备份，存于） by The Independent, November 7, 2010
3. ↑  ^Torres, Carlos and A. Puiggros. “Part Three,” “Latin American Education”. Colorado: Boulder, 1997: 291.
4. ↑  ^ “Education in Pre-revolutionary Cuba”.  Census of the Republic of Cuba, 1953.
5. ↑  ^Britton, John A. “Part Five,” “Molding Hearts and Minds”. Delaware: Wilmington, 1994: 168.
6. ↑  ^ “Education”. UNICEF, 2007.
7. ↑  ^ “Federation of Cuban Women”. Cuba, 2010.
8. ↑  ^Thrupkaew, Noy. “Cuba: Cuban Women, Beyond Prostitution”. Green Left Weekly #461 (2001).
9. ↑  ^ Lewis, Oscar & Ruth. “The ‘Rehabilitation’ of Prostitutes”. The Cuban Reader. Duke University Press, 2003: 395.
10. ↑  Kirby Smith and Hugo Llorens.  (PDF).   [2013-04-14]. （原始内容 (PDF)存档于2009-07-13）.
11. ↑  UNESCO report ranks Cuban students first in international math and reading tests （页面存档备份，存于） 1998
12. ↑  Cultivating Minds （页面存档备份，存于） Joel E. Cohen and David E. Bloom International Monetary Fund Magazine 2005
13. ↑  ^Kirk, Margo. “Early Childhood Education in Revolutionary Cuba during the Special Period” The Cuba Reader. Ed.  Phillip Brenner, Marguerite Rose Jimenez, John M. Kirk, William M. LeoGrande. Lanham, MD.: Rowman & Littlefield Publishers, Oct. 2007.
14. ↑  ^ Marquis, Christopher. “Cuba Leads Latin America in Primary Education, Study Finds,” New York Times, 14 Dec. 2001.
15. ↑  History of Education. Ed. Daniel Schugurensky. 1998. 3 Mar. 2010 <.   [2005-09-27]. （原始内容存档于2005-09-02）.>.
16. ↑  Conditions: Education （页面存档备份，存于） Bicycling Cuba 2000
17. ↑  Cuba - Education system （页面存档备份，存于） UNESCO World Higher Education Database (WHED)
18. ↑  CADE: Journal of Distance Education/ Revue de l'enseignement à distance （页面存档备份，存于） 1993
19. ↑  See official requirements in: http://www.mes.edu.cu/index.php?option=com_content&view=article&id=189:ingreso-a-la-educacion-superior&catid=4:ingreso&Itemid=21 （页面存档备份，存于）
20. ↑  Students eye Cuba for study abroad （页面存档备份，存于） Cable News Network January 7, 2003. Accessed 4th October 2006
21. ↑  Cuba trains disadvantaged US medical students （页面存档备份，存于） Kay Brennan. Student British Medical Journal online
22. ↑  US medical students in Cuba may be forced to leave （页面存档备份，存于） British Medical Journal online 3 July 2004
23. ↑  .   [2013-04-14]. （原始内容存档于2006-09-04）.
24. ↑  .   [2013-04-14]. （原始内容存档于2006-05-19）.
25. ↑  External assistance and Latin America[]
26. ↑  .   [2013-04-14]. （原始内容存档于2015-02-26）.

- Cuban Education in Figures, 1958-2000
- Information on education in Cuba （页面存档备份，存于） from Cuba-Junky.com
- Cuban ministry for Education website (dead link 24-May-2011)
- Photos of Cuban education